# 三重県民歌
「三重県民歌」（みえけんみんか）は日本の都道府県の一つ、三重県が1964年（昭和39年）に制定した県民歌である。作詞・辻橋清子、作曲・飯田信夫。

## 解説
1964年の新庁舎落成を記念して県章と同時に歌詞を公募し、385編の応募作から審査委員会の選定を経て入選作を決定した後、飯田信夫に作曲を依頼して4月20日に制定された。制定意義は「鈴鹿山や伊勢の海原など県下の美しい自然をうたい、あわせて観光や産業に新しく躍進する姿を一編の詩にたたえて、県民としての誇りを喚起」するものとされている。1975年（昭和50年）には『新三重風土記』の刊行を記念してアテネレコード工業によりシングル盤が製作された。
県では「現在は特に使用していない」としているが、公式サイトでは歌詞と楽譜を掲載しており試聴も可能である。